# Der Tunnel (film, 1915)
Pour les articles homonymes, voir Der Tunnel et Le Tunnel.
Der Tunnel est un film muet allemand réalisé par William Wauer, sorti en 1915.

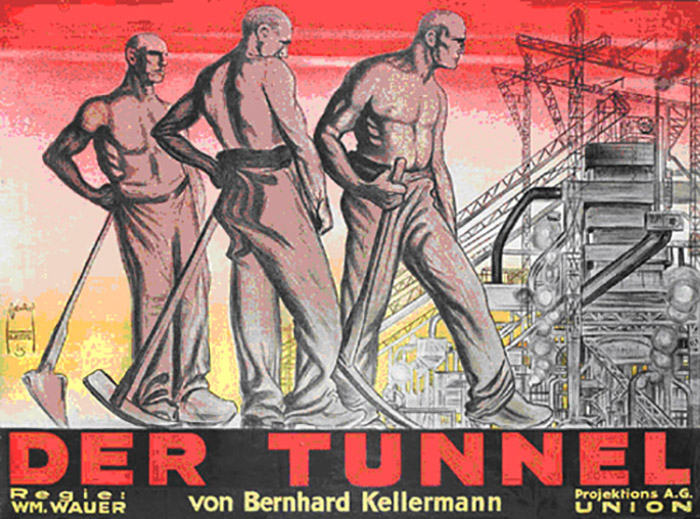
Affiche du film.

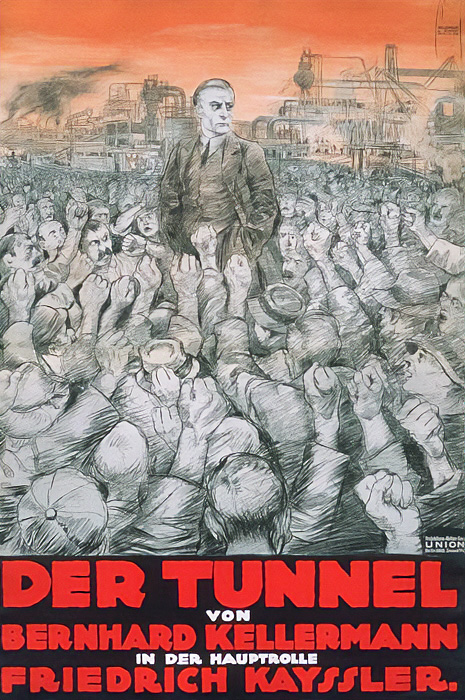
Autre affiche du film.

C'est une adaptation du roman Der Tunnel de Bernhard Kellermann.
Le film a été préservé, et a été restauré en 2010.

## Synopsis
L'ingénieur Max Allan prépare un projet fantastique : il ne veut rien de moins que creuser un tunnel entre l'Europe et l'Amérique, pour enfin relier les deux continents par voie terrestre. Il a également trouvé un puissant financier : le milliardaire américain Lloyd. Allan a besoin d’énormes sommes d’argent pour mettre en œuvre ce projet majeur, dont la construction devrait prendre une quinzaine d’années.

## Fiche technique
- Réalisation : William Wauer
- Assistant réalisateur : Karl Heiland
- Scénario : William Wauer d'après le roman Der Tunnel de Bernhard Kellermann
- Producteur : Paul Davidson
- Photographie : Axel Graatkjær
- Société de production : Projektions-AG Union (PAGU)[1]
- Durée : 97 minutes
- Date de sortie : 
  - Berlin : septembre 1915[2].

## Distribution
- Friedrich Kayßler : Max Allan
- Rose Veldtkirch : Maud Allan
- Hermann Vallentin : Mr. Lloyd
- Fritzi Massary : Ethel Lloyd
- Felix Basch
- Hans Halder